# Resina sintética

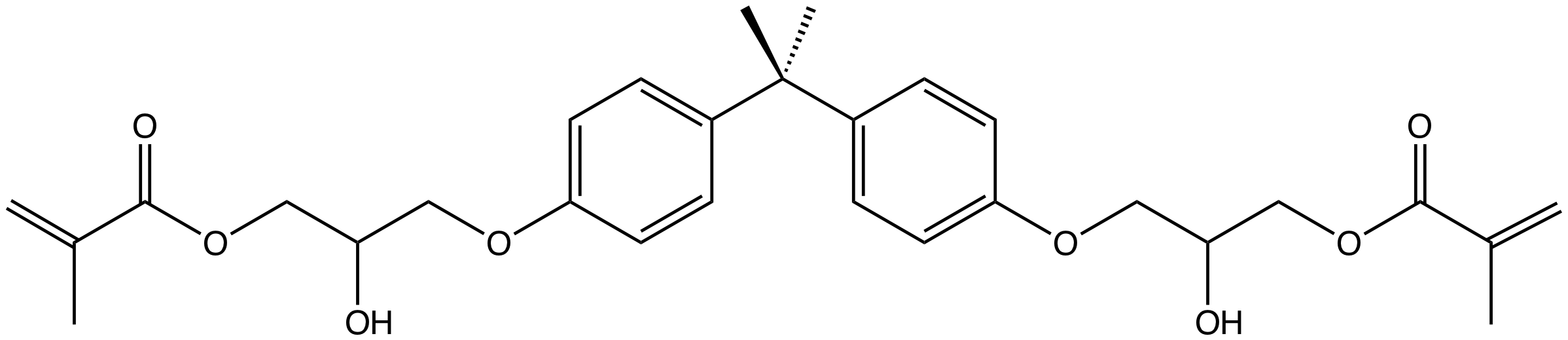
La resina de éster vinílico es un ejemplo de resina sintética.

Las resinas sintéticas son resinas producidas industrialmente, normalmente sustancias viscosas que se convierten en polímeros rígidos mediante el proceso de curado. Para poder curarse, las resinas suelen contener grupos terminales reactivos, como acrilatos o epóxidos. Algunas resinas sintéticas tienen propiedades similares a las resinas vegetales naturales, pero muchas no.
Las resinas sintéticas son de varias clases. Algunas se fabrican por esterificación de compuestos orgánicos. Algunas son plásticos termoestables en los que el término "resina" se aplica vagamente al reactivo o reactivos, al producto o a ambos. "Resina" puede aplicarse a uno de los dos monómeros de un copolímero, el otro se denomina "endurecedor", como en las resinas epoxi. Para los plásticos termoestables que sólo requieren un monómero, el compuesto monómero es la "resina". Por ejemplo, el metacrilato de metilo líquido suele denominarse "resina" o "resina de moldeo" mientras está en estado líquido, antes de polimerizarse y "fraguar". Una vez fraguado, el poli(metacrilato de metilo) (PMMA) resultante suele denominarse "vidrio acrílico" o "acrílico". (Es el mismo material llamado Plexiglás y Lucita).

## Tipos
Véase también: Resina epoxi y Resina de poliéster
La variedad clásica es la resina epoxi, fabricada mediante reacciones de polimerización-poliadición o policondensación, que se utiliza como polímero termoestable para adhesivos y compuestos. La resina epoxi es dos veces más resistente que el hormigón, no tiene juntas y es impermeable, por lo que se ha utilizado principalmente para suelos industriales desde la década de 1960. Sin embargo, desde el año 2000, las resinas epoxi y de poliuretano se utilizan también en interiores, principalmente en Europa Occidental.
La "resina" sintética de moldeo para incrustar objetos de exposición en Plexiglás/Lucita (PMMA) es simplemente metacrilato de metilo líquido, al que se añade y mezcla un catalizador de polimerización, lo que provoca su "fraguado" (polimerización). La polimerización crea un bloque de plástico PMMA ("vidrio acrílico") que contiene el objeto de visualización dentro de un bloque transparente.
Otro polímero sintético, a veces denominado con la misma categoría general, es la resina acetal. Sin embargo, a diferencia de los otros sintéticos, tiene una estructura de cadena simple con la unidad de repetición de forma -[CH2O]-.
Las resinas de intercambio iónico se utilizan en la purificación del agua y en la catálisis de reacciones orgánicas.  Ciertas resinas de intercambio iónico se utilizan también en farmacia como secuestrantes de ácidos biliares, principalmente como agentes hipolipidémicos, aunque pueden emplearse con fines distintos a la reducción del colesterol.
Las resinas impregnadas de disolvente (SIR) son partículas de resina porosa que contienen un extractante líquido adicional dentro de la matriz porosa. Se supone que el extractante contenido aumenta la capacidad de las partículas de resina.
Una gran categoría de resinas, que constituye el 75% de las resinas utilizadas, es la de las resinas de poliéster insaturado.
La fabricación de PVC implica la producción de "resinas de cloruro de vinilo", que difieren en el grado de polimerización.

### Resinas de silicona
Las resinas de silicona son polímeros a base de silicona que presentan diversas propiedades útiles, como resistencia a la intemperie (durabilidad), dielectricidad, repelencia al agua, estabilidad térmica e inercia química.

## Peligros para la salud
Los riesgos para la salud potencialmente asociados a las resinas sintéticas suelen ser menos preocupantes que los riesgos asociados a los productos curados, que suelen estar más en contacto con los consumidores. Las cuestiones de interés incluyen los efectos de los monómeros, oligómeros y portadores de disolventes no consumidos.
Los materiales de restauración dental basados en resinas que contienen bis-GMA pueden descomponerse o contaminarse con el compuesto relacionado bisfenol A, un posible alterador endocrino. Sin embargo, no se han encontrado efectos negativos para la salud del uso de bis-GMA en resinas dentales.